# Proteste in Chile 2019/2020

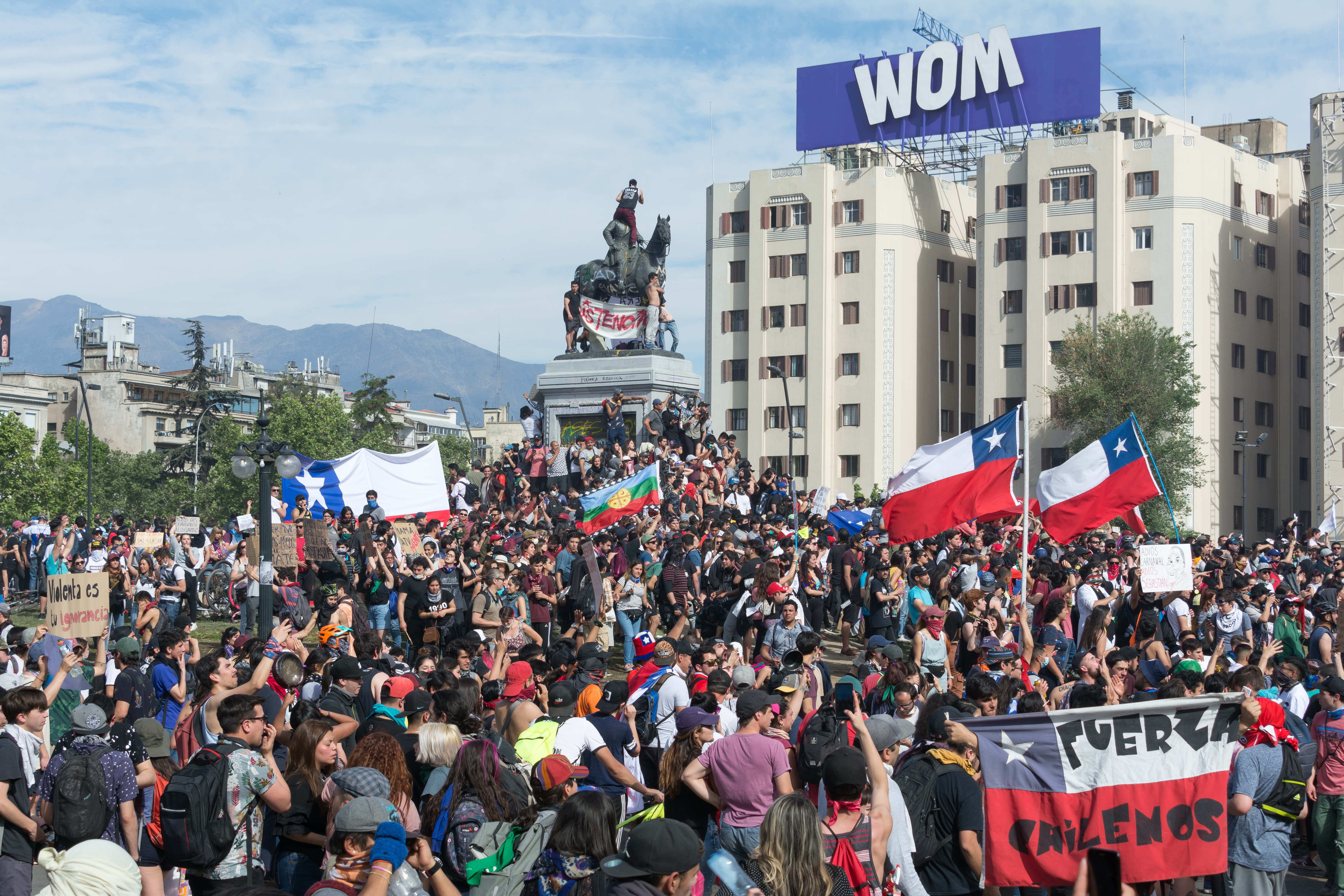
Proteste am 22. Oktober 2019

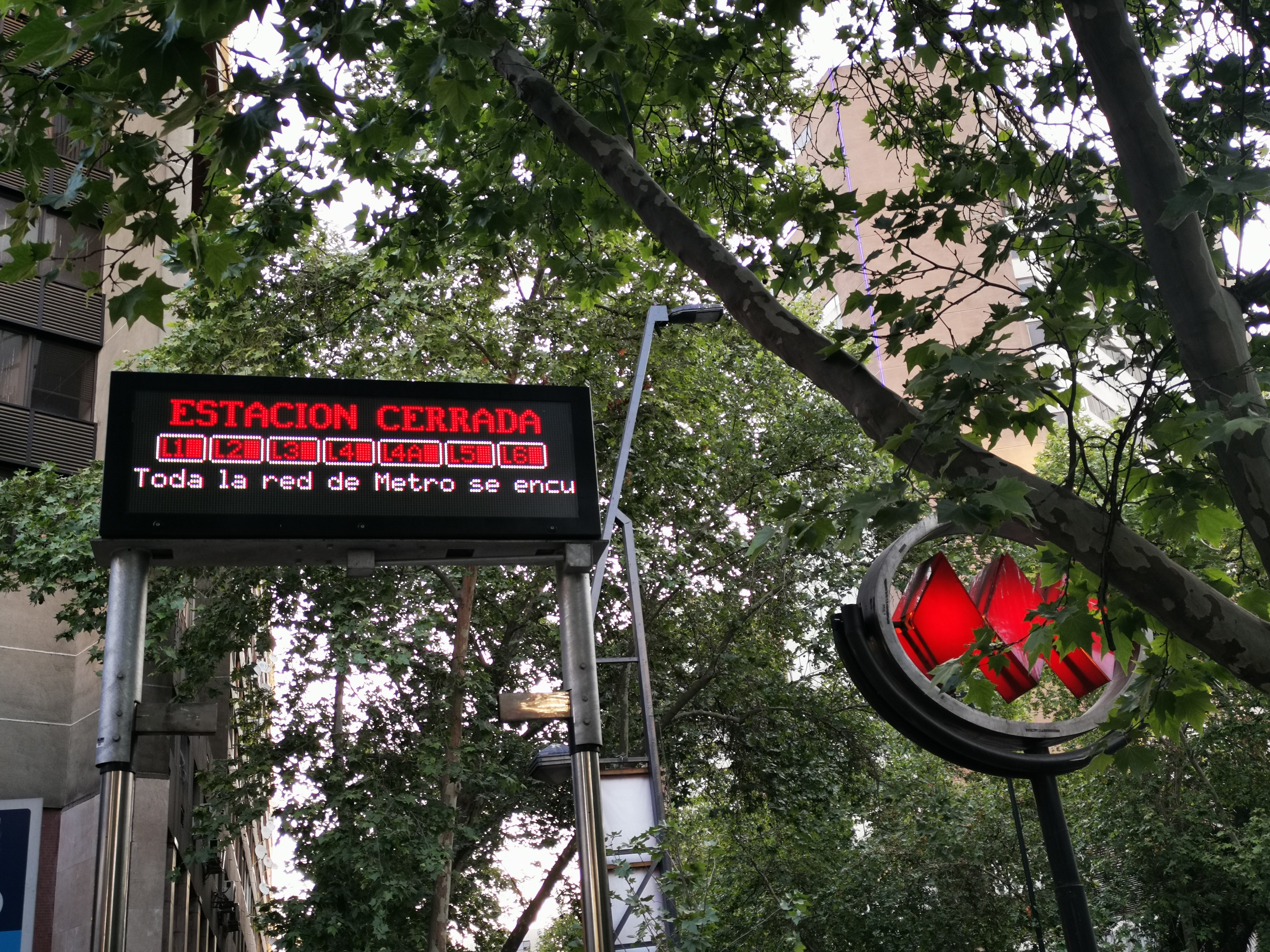
Eine Anzeigetafel informiert über die vorübergehende Schließung der Metro de Santiago

Die Proteste in Chile 2019 sind eine Reihe von Demonstrationen in der chilenischen Hauptstadt Santiago de Chile und anderen Städten des Landes, die sich gegen die soziale Ungleichheit im Land richten und durch Kostenerhöhungen im öffentlichen Dienst ausgelöst wurden.
Die Proteste weiteten sich dann zu einer Bewegung für eine Verfassungsreform und für tiefgreifende Reformen des Wirtschaftssystems aus. Anders als bei den Schüler- und Studentenprotesten 2011–2012 werden die Proteste von einer breiten Bevölkerung getragen.

## Hintergrund
30 Jahre nach dem Ende der Diktatur unter Pinochet ist Chile trotz einer seitdem guten Wirtschaftsentwicklung geprägt von starker Armut und Ungleichheit.
So verdient die Hälfte der Bevölkerung Chiles weniger als 400.000 Pesos im Monat (umgerechnet etwa 500 Euro). Zugleich sind die Lebenshaltungskosten sehr hoch. Ausgelöst wurden die Proteste durch eine geplante Erhöhung des Fahrpreises der Metro de Santiago um 30 Peso. Später richteten sie sich vor allem gegen das unzureichende private Altersvorsorgesystem (AFP), die Strompreise, das neoliberale Wirtschaftssystem und steigende Preise im Allgemeinen sowie die hohen und für viele Chilenen kaum erschwinglichen Kosten für Bildung und Gesundheit.
Während viele Demonstrationen weitestgehend friedlich verliefen, kam es bei anderen zu gewalttätigen Auseinandersetzungen zwischen Sicherheitskräften (Polizei und Militär) und Protestteilnehmern.
Nach Zahlen des Nationalen Instituts für Menschenrechte (INDH) sind durch Polizei und Militär mehrere Personen getötet (erschossen und überfahren) und angeschossen worden. Das Institut hat außerdem zwölf Anzeigen wegen Folter registriert, sowie zahlreiche Fälle von Frauen, die sexuell belästigt wurden.
Die während der Proteste entstandenen Sachschäden beziffern sich auf umgerechnet mehrere hundert Millionen Euro. Seit dem Beginn der Proteste wurden durch Teile der Demonstranten fast 80 U-Bahn-Stationen und zahlreiche Fahrzeuge in Brand gesetzt.

## Verlauf

Verhängter Ausnahmezustand und Ausgangssperre (dunkelrot), lediglich verhängter Ausnahmezustand (orange)

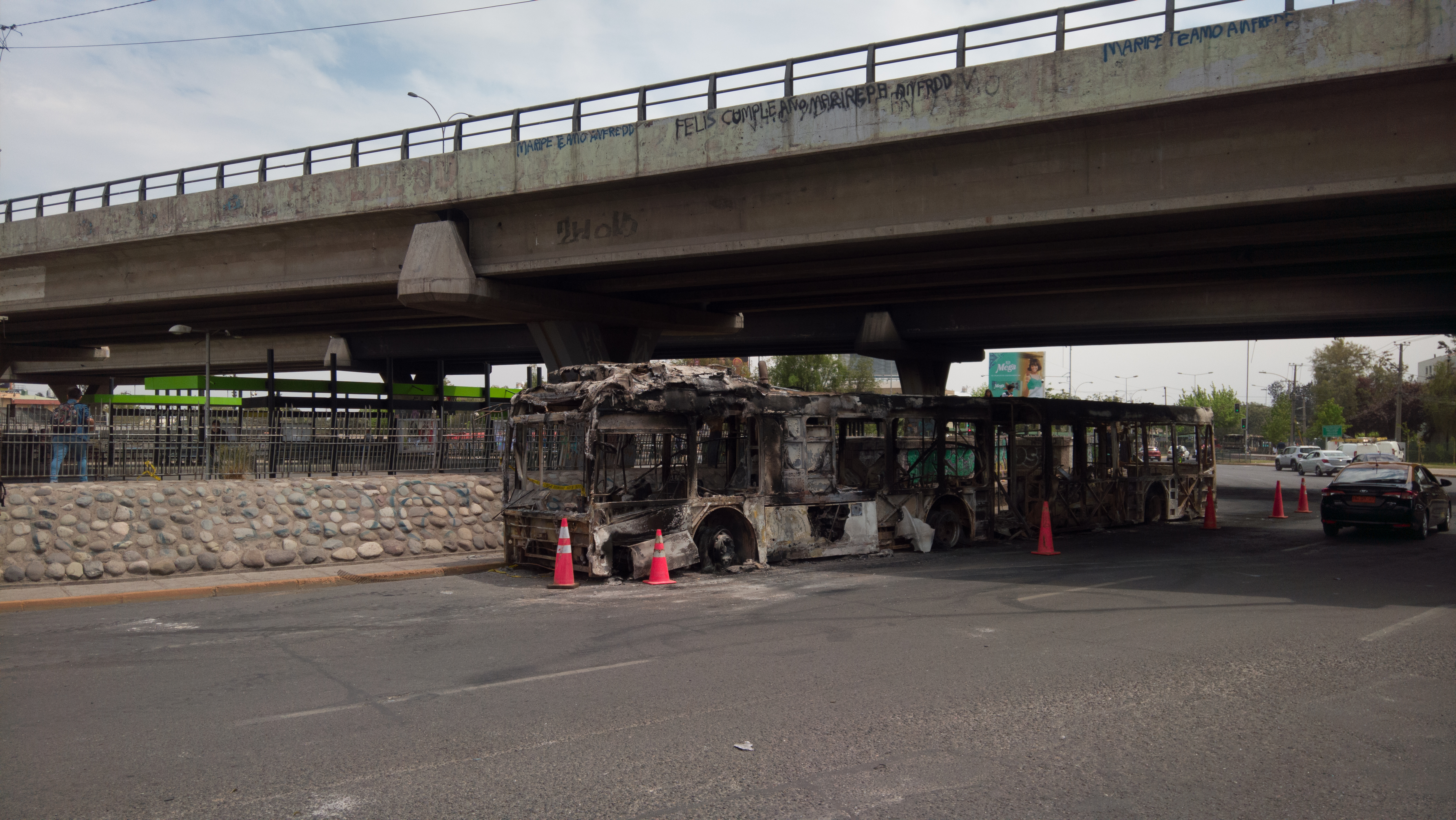
Ein ausgebrannter Bus der Red Metropolitana de Movilidad nach den Ausschreitungen in der Nacht auf den 18. Oktober

Kleinere Proteste begannen bereits am 7. Oktober 2019. Als am 18. Oktober die Ausschreitungen massiv zunahmen und Metro-Stationen sowie Busse in Brand gesetzt wurden, verhängte der chilenische Staatspräsident Sebastián Piñera den Ausnahmezustand für die Hauptstadt. Der Betrieb der Metro de Santiago wurde eingestellt. Damit wurde erstmals seit der Diktatur von Augusto Pinochet in der Hauptstadt Chiles ein Ausnahmezustand wegen politischer Unruhen verhängt. Seitdem patrouillieren Soldaten der Streitkräfte Chiles in den Straßen von Santiago.
In Santiago de Chile konzentrierten sich die Proteste um die Plaza Baquedano, die aufgrund der ständigen Massen von Demonstranten zerstört wurde. Freitags war es ein Treffpunkt für Proteste, die meist in Ausschreitungen endeten, bei denen die Polizei eingriff, um die öffentliche Ordnung aufrechtzuerhalten. Das Verhalten von Präsident Piñera geriet in die Kritik, als Fotos von ihm bei der Geburtstagsfeier seines Enkels in einer Pizzeria auftauchten, während andernorts bereits heftig demonstriert wurde.
Am 19. Oktober starben drei Menschen bei einem von Demonstranten verursachten Brand in einem Supermarkt in San Bernardo. Für die Region Valparaíso und die Provinz Concepción wurde noch am gleichen Tag ebenfalls der Ausnahmezustand verhängt.
Am 20. Oktober verkündete Piñera, dass die umstrittenen Preiserhöhungen zurückgenommen werden würden. Am gleichen Tag starben bei einem Brand in einer Textilfabrik fünf Menschen. Dabei wurden Anschuldigungen laut, dass die Polizei gegen die Demonstranten mit unzulässiger Gewalt vorgegangen sei.
Tags darauf weitete die Regierung den Ausnahmezustand auf neun der zwölf Regionen des Landes aus und sprach angesichts der Unruhen im Land erstmals von einem Krieg.
Am 22. und 23. Oktober bot die Regierung ein 1,2 Milliarden Dollar teures Paket von Änderungen an. Die versprochenen Sozialmaßnahmen beinhalten eine Erhöhung der Mindestrente und des Mindestlohns, gesenkte Medikamentenpreise, um 10 % niedrigere Steigerung von Gesundheits- und Stromkosten, höhere Steuern für Bezieher von hohen Einkommen und eine Senkung der Gehälter von Abgeordneten und hochrangigen Staatsbeamten.
Am 25. Oktober nahmen nach Angaben der Intendantur (Oberstadtdirektion) von Santiago etwa 1,2 Millionen Menschen an der von Gewerkschaften und Sozialorganisationen ausgerufenen Demonstration im Zentrum von Santiago de Chile teil. Es soll sich um die größte Demonstration in der Geschichte des Landes gehandelt haben. Auch in zahlreichen weiteren Städten wurde demonstriert. Einen Tag später kündigte Präsident Piñera eine umfassende Regierungsumbildung an. Er bat alle Minister seiner Regierung, ihr Amt zur Verfügung zu stellen, um ein neues Kabinett bilden zu können und „diesen neuen Forderungen zu begegnen und uns der neuen Zeiten anzunehmen.“ Ebenfalls kündigte Piñera an, in der Nacht zum 28. Oktober den Ausnahmezustand in Chile aufzuheben, „wenn es die Umstände erlauben“. Zuvor hatte die aufgrund des Ausnahmezustands für die öffentliche Sicherheit zuständige militärische Kommandantur die seit den schweren Unruhen am 19. Oktober täglich verhängte Ausgangssperre in der Metropolregion nicht mehr erneuert.
Seit Beginn der Proteste starben nach amtlichen Angaben vom 24. Oktober 19 Menschen, fünf davon durch Handlungen von Polizei und Militär. Nach Angaben des Nationalen Instituts für Menschenrechte (INDH) wurden über 1050 Personen verletzt; mehr als 530 erlitten ballistische Verletzungen, davon ca. 35 durch Feuerwaffen. Es gab 3.163 statistisch erfasste Verhaftungen, darunter waren 343 Minderjährige. In 80 Fällen habe das INDH gerichtliche Maßnahmen wegen Straftaten von Mitgliedern der Sicherheitskräfte eingeleitet, davon fünf Todesfälle und 15 Fälle sexueller Gewalt. Mehr als 7000 Menschen wurden verhaftet.
Nachdem Präsident Piñera bereits Tage zuvor aufgrund der Proteste eine Kabinettsumbildung ankündigte, entließ er am 28. Oktober 2019 den Innenminister Andrés Chadwick und besetzte auch den Finanzministerposten neu.
Am 30. Oktober sagte der Präsident aufgrund der anhaltenden Unruhen die für Dezember in der Hauptstadt Santiago de Chile vorgesehene UN-Klimakonferenz 2019 sowie das für Mitte November geplante Gipfeltreffen der APEC ab.
Die Tourismusbranche verzeichnete zuletzt einen Rückgang bei den Hotelbuchungen, viele Reisen wurden inzwischen storniert.
Bei Protesten am 4. November, an denen sich zehntausende Menschen beteiligten, kam es zu schweren Zusammenstößen zwischen Polizei und Demonstranten, bei denen Wasserwerfer zum Einsatz kamen und Brandsätze geworfen wurden. Das Nationale Institut für Menschenrechte (INDH) registrierte in drei Wochen 2300 Anklagen wegen Verletzung von Menschenrechten durch Polizisten und Soldaten. Nach Aussagen des Präsidenten der Menschenrechtsabteilung des chilenischen Ärztegremiums verloren 200 Menschen eines ihrer Augen, was nirgendwo sonst auf der Welt in diesem Ausmaß vorkomme.
Am 10. November kündigte Innenminister Gonzalo Blumel die Ausarbeitung einer neuen Verfassung Chiles an und erfüllte damit eine der Forderungen der Demonstranten. Die bisherige Verfassung stammt noch aus der Zeit der Pinochet-Diktatur. Ein Referendum darüber, ob die Wähler eine neue Verfassung wollen und wer sie gegebenenfalls ausarbeiten soll, wurde zunächst für den 26. April 2020 angesetzt, dann jedoch aufgrund der COVID-19-Pandemie verschoben.
Am 20. November 2019 wurde in Valparaíso erstmalig die Protestperformance „Un violador en tu camino“ des Kollektivs LASTESIS aufgeführt. Sie war ein partizipatorischer Beitrag der an den Protesten beteiligten Frauen und wurde von da an in mehreren Städten des Landes zum festen Bestandteil der Protestbewegung. In den folgenden Monaten verbreitete sich die Performance über soziale Netzwerke und wurde weltweit bei Protestaktionen gegen Gewalt an Frauen aufgeführt.
Nach offiziellen Angaben wurden im Zeitraum zwischen dem 18. Oktober und dem 6. Dezember über 28.000 Menschen zumindest vorübergehend festgenommen. Mit Stand 13. Dezember sind bei den Protesten 26 Menschen ums Leben gekommen und mehr als 4900 wurden verletzt. Das UN-Hochkommissariat für Menschenrechte warf der chilenischen Polizei in einem Bericht schwere Menschenrechtsverletzungen vor. Am 14. Dezember protestierten wegen des UN-Berichts, laut dem Menschenrechtsverstöße gegen in Haft befindliche Demonstranten begangen wurden, tausende Menschen in der Hauptstadt Santiago de Chile. Am Rande der angemeldeten Massendemonstration kam es zu gewaltsamen Ausschreitungen.
Zwischen dem 18. Oktober und dem 31. Dezember wurden mehr als 54.442 Personen festgenommen. Gegen mehr als 36.745 wurde Anklage erhoben; 2.824 von ihnen sind unter 18 Jahren.
Am 6. und 7. Januar 2020 kam es zum Boykott der Prueba de Selección Universitaria (PSU), der standardisierten Aufnahmeprüfung der chilenischen Universitäten. Anstatt die Prüfung abzulegen, verbrannten tausende Schüler die Prüfungsbögen und demonstrierten auf den Pausenhöfen. An über 80 Schulen konnte die PSU deshalb nicht stattfinden, etwa 300.000 Schüler waren betroffen. Die Geschichtsprüfung musste komplett abgesagt werden, nachdem die Aufgaben auf sozialen Netzwerken veröffentlicht wurden. Es kam zu gewaltsamen Zusammenstößen zwischen Schülern, Eltern und Polizisten. Das Chilenische Innenministerium kündigte an, 34 Personen, die am Boykott der PSU teilgenommen haben, auf Grundlage des Nationalen Sicherheitsgesetzes zu verklagen.
In der letzten Woche des Januars 2020 kamen bei gewaltsamen Protesten vier Menschen ums Leben. Die Interamerikanische Kommission für Menschenrechte veröffentlichte am 31. Januar einen vorläufigen Bericht, worin sie die Verletzung von Menschenrechten in Chile kritisiert.
Im Verlauf der COVID-19-Pandemie haben Anwälte, Angehörige und Freiwillige eine Gefangenenhilfsorganisation gegründet, da keinerlei Schutzmaßnahmen durch den Justizvollzug ergriffen worden sind. Im Gegenteil, einem Bericht des Nationalen Instituts für Menschenrechte (INDH) zufolge gibt es in mehr als der Hälfte der untersuchten chilenischen Strafanstalten Probleme mit der Wasserversorgung, den Sanitäranlagen oder einen unzureichenden Zugang zu Hygieneartikeln.
Der für sein soziales und politisches Engagement bekannte chilenische Richter Daniel Urrutia entschied am 25. März 2020, dass 13 Inhaftierte der Proteste ihre Untersuchungshaft aufgrund der Coronavirus-Pandemie im Hausarrest absitzen dürften. Noch am selben Tag beschloss das Berufungsgericht, den Richter seines Amtes zu entheben. Über 270 Anwälte schrieben daraufhin einen Beschwerdebrief, in dem sie sich besorgt über den Rechtsstaat in Chile äußerten.
Am 25. Oktober 2020 wurde das ursprünglich für April vorgesehene Referendum abgehalten. Dabei sprach sich eine große Mehrheit für eine neue Verfassung und eine Verfassungsgebende Versammlung aus.